# 土居光華
土居 光華（どい こうか、弘化4年6月24日（1847年8月4日） - 大正7年（1918年）12月11日は、日本のジャーナリスト、作家、翻訳家、出版人、政治家。衆議院議員。

## 経歴
淡路国三原郡（後の広田村、現兵庫県南あわじ市広田）に土居一郎太夫（岳亭）の次男として生まれる。言論界で活躍。ヘンリー・バックル『英国文明史』、『自由之理』などの翻訳をおこなう。

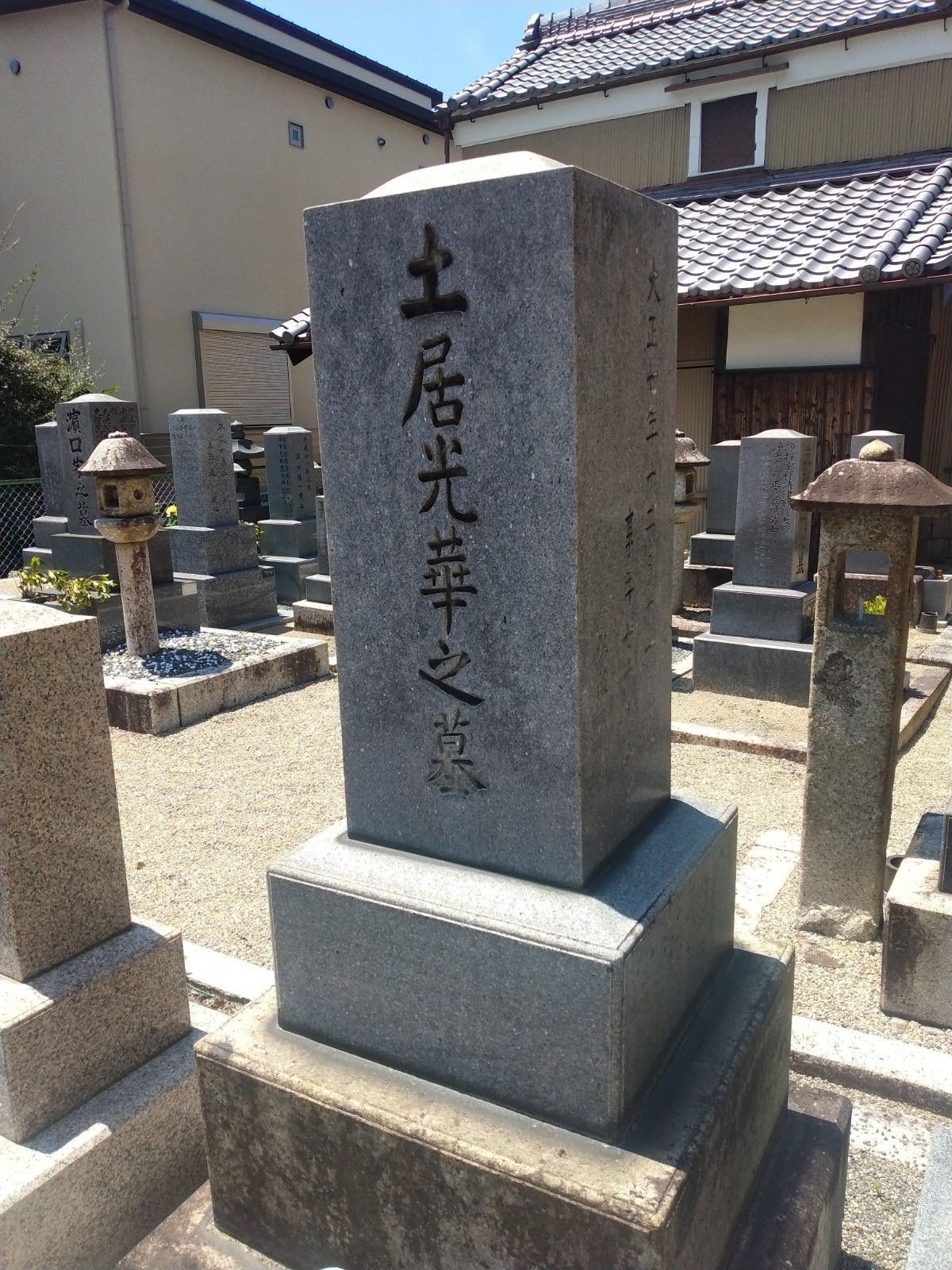
土居光華の墓(松阪市常念寺)

明治27年（1894年）3月、第3回衆議院議員総選挙で三重県第四区から出馬し、衆議院議員に当選。同年9月、第4回総選挙で再選。